# Mareșal
Il Mareșal era un modello di cacciacarri sviluppato nel Regno di Romania durante la seconda guerra mondiale. Il veicolo ha ispirato il design dell'Hetzer. Tra dicembre 1942 e gennaio 1944 furono realizzati 7 prototipi (numerati da M-00 a M-06). Il 26 ottobre 1944, dopo l'armistizio, i prototipi e gli esemplari di preserie furono catturati dall'Armata Rossa.

## Storia
Fin dai primi giorni della seconda guerra mondiale le unità corazzate dell'Esercito romeno soffrirono la grave carenza di efficaci mezzi controcarri. Questa carenza peggiorò durante il 1942, quando i carristi romeni entrarono in contatto con i carri armati sovietici T-34 e KV-1. Di conseguenza, le autorità militari proposero lo sviluppo di un cacciacarri leggero, ad alta mobilità, adatto ad essere realizzato dall'industria romena.
Gheorghe Sîmbotin e Nicolae Anghel vennero incaricati dello sviluppo delle diverse componenti di un mezzo ottimizzato per l'impiego sul fronte orientale. Per accelerare al massimo lo sviluppo questi decisero di adattare un cannone anticarro già provato sullo scafo di un carro armato leggero esistente. Poiché la Romania disponeva di abbastanza materiale sovietico di preda bellica, si optò per la modifica dello scafo del russo T-60, da equipaggiare con un obice 122 mm M1910/30 e una mitragliatrice coassiale ZB-53 da 7,92 mm, anche questi di origine russa. Il mezzo era privo di torretta ed il cannone era protetto da una casamatta corazzata, realizzata con quattro piastre di acciaio spesse 10-20 mm. Il primo prototipo M-00 venne sviluppato a Bucarest presso gli impianti Rogifer (precedentemente Malaxa).
Il M-00, denominato Mareșal venne testato il 30 luglio 1943 nel poligono Suditi, vicino Slobozia. Il timore dell'eccessivo rinculo del potente pezzo da 122 mm sullo scafo si dimostrò infondato, ma emersero altri problemi, in particolare legati al collegamento del cannone con il telaio. Tuttavia il test si rivelò un successo ed incoraggiò l'ulteriore sviluppo del progetto. Il cannone utilizzava una munizione a carica cava tipo HEAT appositamente progettata.
Il 23 ottobre 1943 presso il poligono Suditi furono testati, alla presenza del maresciallo Antonescu, tre ulteriori prototipi. In questa occasione venne provato il pezzo da 75 mm Reșița Model 1943, che dimostrò qualità anticarro eccezionali e su suggerimento del colonnello Paul Drăghiescu venne scelto come armamento primario standard del cacciacarri in sostituzione del pezzo russo. Questa modifica venne introdotta a partire dal prototipo M-04.
Subito dopo il progettista capo, Nicolae Anghel, ed i direttori degli impianti Rogifer furono inviati in Germania per acquisire familiarità con le linee di assemblaggio di blindati. I preparativi per la produzione di serie iniziarono nel mese di novembre. Una commissione venne inviata in Francia per acquisire 1.000 motori Hotchkiss ed un tecnico rumeno venne distaccato presso il comando tedesco per ottenere parti e componenti da importare.
Il prototipo M-04 venne completato nel gennaio 1944; impiegava un motore Hotchkiss H-39 da 120 CV ed il nuovo cannone Resita M1943, per un peso totale di 10 tonnellate. Nel mese di febbraio il mezzo venne inviato al poligono Suditi per essere testato. Anche in questo caso non si verificarono i temuti problemi di rinculo. Il mezzo stupì, per mobilità e manovrabilità, anche gli osservatori tedeschi. Nel frattempo, la Romania aveva ottenuto contratti per forniture di componenti in Francia, Svizzera e Svezia e la Germania, anche se non era necessario, si offrì di contribuire allo sviluppo del progetto attraverso l'impiego di specialisti tedeschi presso gli impianti Rogifer e tramite la fornitura di parti meccaniche, piastre corazzate, ottiche, apparecchiature radio. Nel contempo però la Romania perseguiva l'obiettivo di produrre in loco entro un anno tutte le parti.
Nel marzo 1944, al team di progettazione si unirono l'ingegnere Wohlrath dell'azienda Alkett ed il tenente colonnello Valerian Nestorescu, progettista del Resita M1943. Durante questo periodo, il lavoro procedette sui prototipi M-05 e M-06, che non utilizzavano lo scafo del T-60. Il M-05 venne completato nel maggio 1944 e testato nello stesso mese. Nel mese di giugno, il cacciacarri venne presentato al maresciallo Antonescu, in una competizione con uno Sturmgeschütz III e un cannone da 75 mm Reșița Model 1943. Le prestazioni del prototipo furono molto buone ed esso fu sottoposto ad una serie di prove a fuoco molto intense tra il 24 luglio e il 21 agosto 1944. Nel corso di questi test cedette l'affusto del cannone e la sessione di prove venne quindi interrotta fino al 31 agosto. Il 21 settembre il prototipo M-05 terminò le prove, compresi i test di resistenza.
Il 26 ottobre 1944, secondo i termini dell'armistizio, i sovietici confiscarono i restanti prototipi e tutti i relativi materiali dei cacciacarri Mareșal.